# Presque Isle Harbor, Michigan
Presque Isle Harbor, Michigan (енгл. Presque Isle Harbor) насељено је место без административног статуса у америчкој савезној држави Мичиген.

## Демографија
По попису из 2010. године број становника је 600.
| Група             | 2000.    | 2010.       |
| Белци             | 0 (0,0%) | 586 (97,7%) |
| Афроамериканци    | 0 (0,0%) | 1 (0,2%)    |
| Азијати           | 0 (0,0%) | 1 (0,2%)    |
| Хиспаноамериканци | 0 (0,0%) | 7 (1,2%)    |
| Укупно            | 0        | 600         |